# Quesnoy-sur-Deûle
Quesnoy-sur-Deûle é uma comuna do departamento de Nord, na região nordeste da França. Faz parte da Comunidade Urbana da Metrópole de Lille.

## População
| 1962 | 1968 | 1975 | 1982 | 1990 | 1999 | - | - | - |
| --- | ---- | ---- | ---- | ---- | ---- | - | - | - |
| 4106 | 4588 | 4810 | 5427 | 5775 | 6380 | - | - | - |
| Para os censos de 1962 a 2006 a população legal corresponde à popolução sem duplicidades, segundo define o INSEE. |      |      |      |      |      |   |   |   |